# Bodo Bittner
Bodo Bittner (n. 2 februarie 1940, Berlin, Germania Nazistă – d. 23 septembrie 2012, Split, Croația) a fost un bober german, medaliat olimpic. A participat la o ediție a Jocurilor Olimpice (1976) în care a câștigat o medalie de bronz.

## Participări
Lista de mai jos prezintă principalele competiții la care a participat Bodo Bittner de-a lungul carierei.
- bobsleigh at the 1976 Winter Olympics[*]